# Karl Bode (Ökonom)
Karl Bode (geboren 24. November 1912 in Bönnien; gestorben 18. März 1981 in Arlington) war ein deutschamerikanischer Ökonom.

## Leben
Karl Ernst Franz Bode studierte ab 1931 Nationalökonomie an der Universität Bonn. Nach der Machtübergabe an die Nationalsozialisten 1933 setzte er das Studium an der Universität Wien fort und emigrierte nach dem Juliputsch 1934 in die Schweiz, wo er an der Universität Genf weiterstudierte und 1935 mit einer Dissertation über den natürlichen Zinsfuß an der Universität Bern promoviert wurde. 
1935 ging er nach England, wo er an der London School of Economics studierte, und 1937 in die USA, wo er 1938 als Associate Professor für Wirtschaftsgeschichte und ökonomische Theorie an der Universität Stanford unterkam. 1943 erhielt er die amerikanische Staatsbürgerschaft. 
Nach Kriegsende endete Bodes Karriere in der Forschung, als er für OMGUS ins besetzte Deutschland nach Bonn entsandt wurde. Ab 1951 war er bei der Mutual Security Agency beschäftigt und wechselte unter deren Nachfolgebehörde United States Foreign Operations Administration von 1953 bis 1955 nach Seoul. Schließlich war Bode Mitarbeiter der United States Agency for International Development in Washington, D.C., wo er ab 1967 als Direktor die Research Evaluation and Information Retrieval Division leitete.

## Schriften (Auswahl)

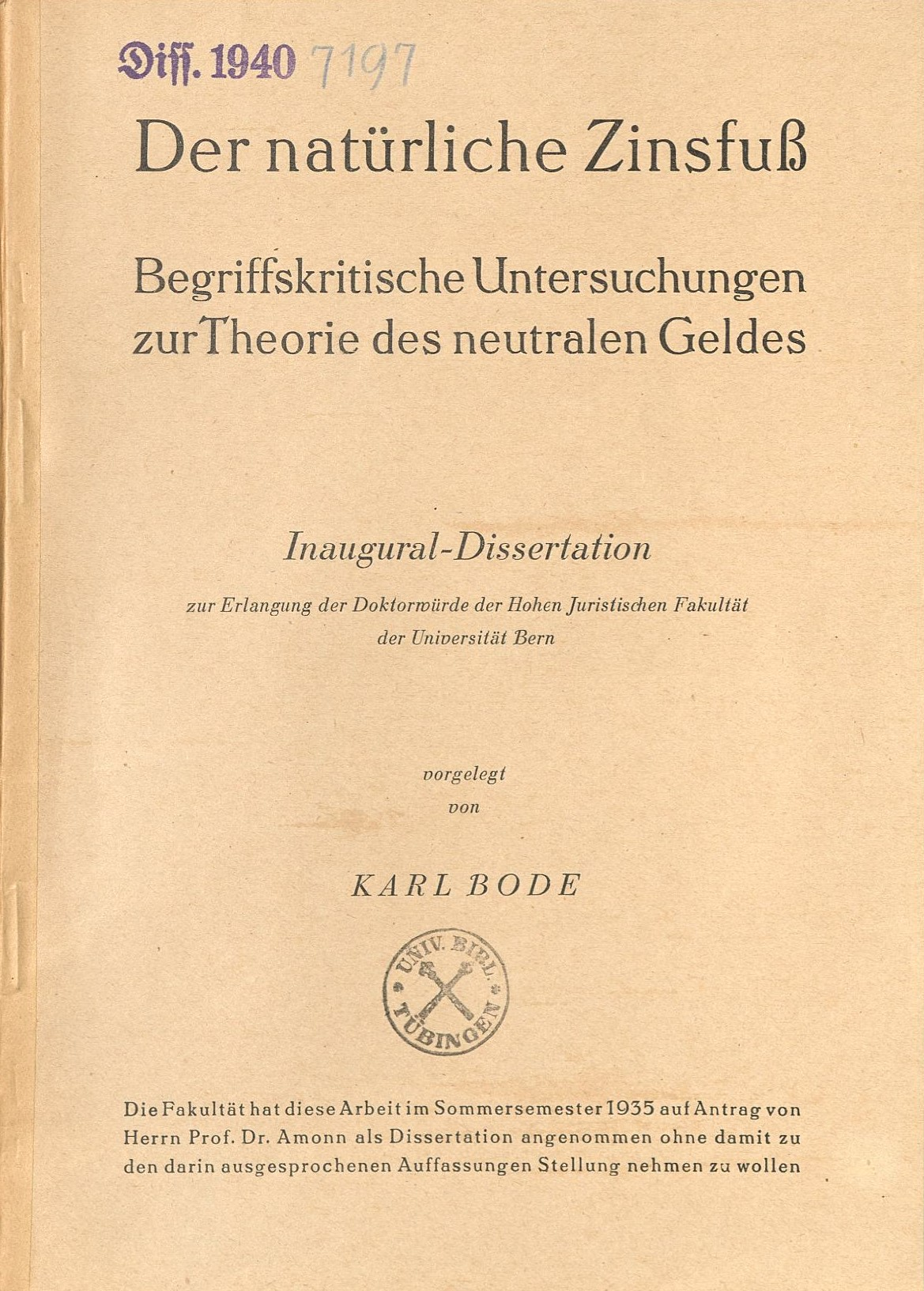
Dissertation (1935)

- Der natürliche Zinsfuß : begriffskritische Untersuchungen zur Theorie des neutralen Geldes. Bern, Univ., Diss., 1940
- Dennis H. Robertson: Das Geld. Nach der 8. englischen Auflage Übersetzung Karl Bode. Geleitwort Joseph Schumpeter. Wien: Springer, 1935
- Gottfried Haberler, Karl Bode: Monetary Equilibrium and the Price Level in a Progressive Economy: A Comment, in: Economica, 1935, S. 75–81
- Alfred W. Stonier: A New Approach to the Methodology of the Social Sciences, in: Economica, 1937, S. 406–424
- Prosperität und Depression, in: Zeitschrift für Nationalökonomie, 1937, S. 597–614
- Plan Analysis and process analysis, in: American Economic Review (AER), 1943, S. 348–354
- A Note on the Mathematical Coincidence of the instantaneous and the serial multiplier, in: The Review of Economics and Statistics, 1944, S. 221–222